# Herculis 2023
L'Herculis 2023 è stata la 37ª edizione dell'annuale meeting di atletica leggera, nona tappa del circuito Diamond League 2023. Le competizioni hanno avuto luogo presso lo stadio Louis II a Fontvieille, quartiere del Principato di Monaco, il 21 luglio 2023.

## Programma
| # | Orario | Specialità             |
| - | ------ | ---------------------- |
| 1 | 19:10  | Salto con l'asta       |
| 2 | 19:15  | Lancio del giavellotto |
| 3 | 20:04  | 400 metri ostacoli     |
| 4 | 20:25  | 800 metri piani        |
| 5 | 20:40  | Salto triplo           |
| 6 | 21:00  | 5000 metri piani       |
| 7 | 21:30  | 3000 metri siepi       |
| 8 | 21:52  | 100 metri piani        |

| # | Orario | Specialità         |
| - | ------ | ------------------ |
| 1 | 18:40  | Salto in lungo     |
| 2 | 19:58  | Salto in alto      |
| 3 | 20:15  | 400 metri piani    |
| 4 | 20:35  | Miglio             |
| 5 | 20:50  | 100 metri ostacoli |
| 6 | 21:20  | 200 metri piani    |

     Specialità valide per la Diamond League

## Risultati
Di seguito i primi tre classificati di ogni specialità.

### Uomini
| Specialità             |                      | Prestazione | 2º classificato    | Prestazione | 3º classificato      | Prestazione |
| 100 m                  | Ferdinand Omanyala   | 9"92        | Letsile Tebogo     | 9"93        | Ackeem Blake         | 10"00       |
| 800 m                  | Wycliffe Kinyamal    | 1'43"22     | Slimane Moula      | 1'43"40     | Marco Arop           | 1'43"51     |
| 5000 m                 | Hagos Gebrhiwet      | 12'42"18    | Berihu Aregawi     | 12'42"58    | Telahun Haile Bekele | 12'42"70    |
| 400 m hs               | Karsten Warholm      | 46"51       | Alison dos Santos  | 47"66       | CJ Allen             | 47"84       |
| 3000 m siepi           | Simon Koech          | 8'04"19     | Abraham Kibiwott   | 8'09"54     | Abrham Sime          | 8'10"56     |
| Salto triplo           | Hugues Fabrice Zango | 17,70 m     | Jaydon Hibbert     | 17,66 m     | Yasser Triki         | 17,32 m     |
| Salto con l'asta       | Chris Nilsen         | 5,92 m =    | Ernest John Obiena | 5,82 m      | Kurtis Marschall     | 5,82 m      |
| Lancio del giavellotto | Jakub Vadlejch       | 85,95 m     | Julian Weber       | 84,23 m     | Keshorn Walcott      | 81,31 m     |

     Prestazione che stabilisce il nuovo record del meeting.

### Donne
| Specialità     |                   | Prestazione | 2º classificato     | Prestazione | 3º classificato    | Prestazione  |
| 200 m          | Shericka Jackson  | 21"86       | Julien Alfred       | 22"08       | Dina Asher-Smith   | 22"23        |
| 400 m          | Natalia Kaczmarek | 49"63       | Shamier Little      | 49"68       | Lieke Klaver       | 49"99 (.988) |
| Miglio         | Faith Kipyegon    | 4'07"64     | Ciara Mageean       | 4'14"58     | Freweyni Hailu     | 4'14"79      |
| 100 m hs       | Nia Ali           | 12"30       | Kendra Harrison     | 12"31       | Alaysha Johnson    | 12"39 (.387) |
| Salto in lungo | Larissa Iapichino | 6,95 m      | Tara Davis-Woodhall | 6,88 m      | Ivana Vuleta       | 6,86 m       |
| Salto in alto  | Nicola Olyslagers | 1,99 m      | Iryna Heraščenko    | 1,96 m      | Jaroslava Mahučich | 1,96 m       |

     Prestazione che stabilisce il nuovo record del meeting.